# مقاطعة رفيغة

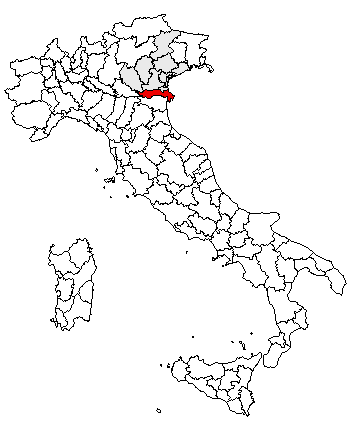
موقع مقاطعة رُفيغَة

مقاطعة رُفيغَة أو (نقحرة: روفيغو) (بالإيطالية: Provincia di Rovigo) مقاطعة إيطالية بإقليم فينيتو شمال البلاد. عاصمتها مدينة رُفيغَة.
يبلغ مجموع سكانها 244.625 نسمة، ومساحتها 1789 كيلومتر مربع، وبها 50 بلدية.
تحدها من الشمال مقاطعة فيرونا ومقاطعة باذُوة ومقاطعة فينيسيا، وجنوباً مقاطعة فرارة، وغرباً إقليم لُمبادية (عند (مقاطعة منتوة). وتطل شرقاً على بحر البنادقة.
أهم مدنها بعد العاصمة رُفيغَة هي مدينة أدريا التي يقطنها 20.669 ساكن.